# Mal (gruppo etnico)
I mal, detti anche tin, sono un gruppo etnico del ramo khmuico del ceppo mon khmer e fanno parte delle popolazioni di lingua austroasiatica. Nel 2010, erano stimati in circa 37.000 individui stanziati in Laos e Thailandia, una piccola comunità si trova negli Stati Uniti.
Hanno un legame etnico con i mlabri, una tribù estremamente primitiva al confine settentrionale tra la Thailandia ed il Laos che conta circa 600 individui. Secondo una leggenda della tradizione orale dei mal, diversi secoli fa questi ultimi punirono due bambini mandandoli in una zattera lungo il torrente, questi sopravvissero nella foresta e divennero i capostipiti dei mlabri. I mal vivono a stretto contatto con i pray, che hanno una propria lingua ma parlano anche quella dei mal.
I mal hanno i capelli scuri, sono di statura bassa e di pelle più scura di quella delle etnie delle vicinanze. Hanno un aspetto debole, forse a causa delle malattie presenti nelle zone dove vivono.

## Etimologia
Il termine mal, che può essere tradotto con le parole anima o forza vitale,  appartiene alla loro lingua ed è quello con cui preferiscono essere chiamati. Un altro nome assegnato all'etnia dai thai e dai lao è tin, traslitterato anche htin, kha tin, t'in e thin. Il termine tin viene dal thai e significa località, quindi chao tin, come sono chiamati, significa locali o aborigeni.

## Storia
La migrazione dei popoli khmuici e delle genti mon khmer avvenne nella preistoria dalla Cina meridionale, quindi furono probabilmente tra i primi abitanti del sudest asiatico. Si stanziarono prevalentemente nelle fertili pianure del Mekong, gli odierni Laos ed Isan, coltivando il riso. La migrazione successiva dei tai kadai avrebbe preso il sopravvento nelle pianure, dette in Laos terre lao loum, ed avvenne tra il VI ed il XIII secolo d.C., anch'essa dalla Cina meridionale.
Le popolazioni mon khmer, compresi i mal, soccombettero ai nuovi arrivati e furono costrette a spostarsi nelle zone basse delle montagne (in Laos: terre lao theung), dove ancora oggi la maggior parte sono stanziate, o a migrare nei paesi circostanti. In Laos gli abitanti delle zone di bassa montagna sono a loro volta conosciuti come lao theung.
In quel periodo i lao loum (bassi lao o lao delle pianure, il nome con cui i laotiani si autodefiniscono), gli assegnarono il soprannome khaa (Lao: ຂ້າ) che significa schiavi, venivano infatti impiegati per svolgere i lavori più umili. Tuttora uno degli appellativi per i mal è kha tin.

## Distribuzione geografica
I mal sono stanziati lungo la catena dei monti di Luang Prabang in Laos ed in Thailandia. In Laos, dove sono presenti nel Distretto di Phiang della Provincia di Xaignabouli, sul lato destro del Mekong, secondo una stima del 2010 sono circa 32.600. Sono tra i 3.000 ed i 4.000 in Thailandia, dove si trasferirono dai vicini villaggi laotiani nel periodo a cavallo del 1900, e vivono nei distretti di Pua e Thung Chang della Provincia di Nan. Una piccola comunità di mal si è rifugiata nella California settentrionale, negli Stati Uniti.

## Economia
I mal si occupano soprattutto ad un'agricoltura di sussistenza ed utilizzano la pratica del debbio, che consiste nel bruciare i residui colturali lasciati dal raccolto precedente. Quando spostano i villaggi ed arrivano nella nuova terra, la ripuliscono e bruciano gli alberi. Si spostano nuovamente quando il suolo è sfruttato a sufficienza e non ritornano nella stessa terra prima di 10 anni. La coltura principale è il riso glutinoso, tra quelle minori vi sono il mais ed altri vegetali. Importanti sono anche l'allevamento di animali domestici e le attività di caccia e raccolta. I rari bufali d'acqua e zebù vengono usati per l'aratura.
L'unica coltura destinata alla vendita è quella del tè, le cui foglie vengono messe a macerare e vengono poi usate come stimolante, masticate come quelle di betel. Gli uomini provvedono poi a venderle porta a porta anche in villaggi lontani dei lao loum, che come i mal le consumano. Con il ricavato si comprano beni di necessità, che spesso vengono ottenuti anche con il baratto.

## Società
I mal si sposano di solito con abitanti dello stesso villaggio, spesso tra cugini, e di conseguenza la razza si è indebolita. Le nuove coppie vivono con la famiglia della sposa, e dopo aver messo al mondo diversi figli si trasferiscono nelle immediate vicinanze. Le abitazioni sono palafitte con le pareti in bambù, il tetto in paglia ed una veranda vicino all'entrata. Nei villaggi più grandi viene spesso usato il legno anche per le pareti.
Vivono in villaggi ad un'altitudine compresa tra i 300 ed i 1.300 m s.l.m., soprattutto tra i 600 ed i 1.200 m, in pianori vicini a fonti d'acqua e nelle stesse zone dove sono stanziate altre etnie. Vi sono villaggi di diverse dimensioni e solo quelli più piccoli vengono abbandonati per cercare terra più fertile. La comunità abbandona il villaggio anche nel caso che si verifichino epidemie. Ogni villaggio è governato autonomamente e non c'è un clan o un gruppo che si spartisca il potere su villaggi diversi.

## Lingua
L'idioma parlato dall'etnia è la lingua mal, che fa parte del ceppo mon khmer e delle lingue austroasiatiche. Il tasso di alfabetizzazione è molto basso ed i pochi mal che sanno scrivere esprimono la loro lingua utilizzando l'alfabeto thai e quello latino. Il mal ha la stessa origine ma non è mutualmente intelligibile con le lingue delle etnie sua, pray e prai.
Secondo studi linguistici degli anni settanta, la lingua mal condivide il 53% dei vocaboli con la lingua khmu parlata nella zona di Luang Prabang, a conferma della radice comune dei due idiomi. I contatti tra abitanti di diversi villaggi sono rari e si sono sviluppati dialetti diversi in ogni comunità.

## Religione
I mal professano l'Animismo ed in tutti i villaggi si trova uno sciamano che pratica riti propiziatori animisti. Nei villaggi laotiani si è moderatamente diffusa l'influenza del Buddhismo Theravada. L'opera dei missionari nei villaggi del versante thailandese ha portato 300 dei 1.200 mal rimpatriati in Laos ad abbracciare la fede cristiana.